# Tapwave Zodiac
Il Tapwave Zodiac è un computer palmare e una console creato dalla compagnia statunitense Tapwave (fallita nel 2005 per bancarotta), basato sulla quinta versione del sistema operativo Palm OS.
Lo Zodiac, scarsamente venduto e poco supportato dalle compagnie di produzione di software, era stato ideato come via di mezzo una fra console da gioco, un lettore multimediale per la riproduzione di materiale audiovisivo, e un computer in grado di eseguire applicazioni come word processor e agende elettroniche.

## Caratteristiche tecniche
Esistono due modelli (Zodiac 1 e Zodiac 2), dotati di differente colore e dalla quantità di memoria RAM.
- CPU: processore Motorola i.MX1 ARM9 200 MHz
- Memoria: La prima versione (Zodiac 1) ha 32 MB, la seconda (Zodiac 2) 128 MB. Entrambi hanno 10 MB di memoria dinamica per il sistema.
- Chip grafico: ATI Imageon W4200 2D 8 MB SDRAM dedicata.
- Display: risoluzione 480x320, 16-bit profondità di colore (65,536 colori).
- Audio: chip Yamaha stereo.
- Dimensioni e peso: 142x79x14 mm, 180 g
- Altro: due slot di espansione, entrambi compatibili con i formati MMC / SD, uno dei due anche compatibile con il formato SDIO. Supporto infrarossi, Bluetooth. Due batteria al litio da 1540 mA·h.

## Software
Inclusi nel sistema dello Zodiac, sono inclusi:
- PalmOS Date Book, Address Book, To Do List, e Memo Pad
- Videogiochi:
  - Stuntcar Extreme
  - AcidSolitaire
- lettore MP3
- Kinoma Video Player, lettore video
- PalmReader (lettore di e-book)
  - inclusi due titoli: Il meraviglioso mago di Oz e L'ultimo dei Mohicani.
- powerOne, calcolatrice grafica
- WordSmith, word processor compatibile con Microsoft Word
- Inkstorm, programma di chat
- browser
- software per l'invio di SMS
- orologio dotato di sveglia e allarme.

### Videogiochi "esclusivi" per Zodiac
- Animated Dudes
- Avalanche
- Firefly
- Gloop Zero by AeonFlame
- Noiz2sa
- Orbital Sniper
- Orbz
- StarPong
- Xploids
- Zodtris
- Zap 'Em
- ZoT
- Zyrian

Altri titoli disponibili su schede SD
- Adventure Pak
- Doom II
- Duke Nukem Mobile
- Fun Pak
- Geopod XE
- GTS Racing Challenge
- Hellfire: Tiger Team: Apache vs. Hind
- Mazera
- Spy Hunter: Missile Crisis
- Tony Hawk's Pro Skater 4